# 葉蘭河
葉蘭河是俄羅斯的河流，位於沃羅涅日州內，屬於薩瓦拉河的右支流，河道全長165公里，流域面積約3,630平方公里，河水主要來自溶雪，離河口26公里處流量為每秒6.8立方米。